# استفتاء اتحاد الجمهوريات العربية الليبي 1971
تم إجراء استفتاء بشأن اتحاد الجمهوريات العربية في ليبيا يوم 1 سبتمبر 1971، إلى جانب استفتاءات متزامنة في كل من سوريا ومصر. وقد وافق عليه 98.6% من الناخبين، مع اقبال 94.6%.

## النتائج
| استفتاء اتحاد الجمهوريات العربية الليبي 1971 | استفتاء اتحاد الجمهوريات العربية الليبي 1971 | استفتاء اتحاد الجمهوريات العربية الليبي 1971 |
| الاختيار                                     | الأصوات                                      | النسبة المئوية                               |
| -------------------------------------------- | -------------------------------------------- | -------------------------------------------- |
| نعم                                          | 477،490                                      | 98.6%                                        |
| لا                                           | 6،741                                        | 1.4%                                         |
| أصوات جائزة                                  | 484،231                                      | 100.0%                                       |
| أصوات فارغة أو مُلغاة                         | -                                            | 0%                                           |
| مجموع الأصوات                                | 484،231                                      | 100.00%                                      |
| نسبة المصوتين                                | 94.6%                                        | 94.6%                                        |
| المصوتون                                     | 511،803                                      | 511،803                                      |
| المصدر: Nohlen et al.                        |                                              |                                              |